# Windows 10X
Windows 10X 是微软公司一個被取消的作業系統。系统最初宣布時企劃使用於Surface Neo双螢幕计算机，被視為Chrome OS更直接的競爭對手。2020年5月，微軟表示Windows 10X將先行使用於单螢幕设备。2021年5月19日，微软宣布不会发布Windows 10X操作系统。

## 发展历程
2019年10月2日，Windows 10X在Microsoft Surface发布会上亮相。
2020年2月12日，面向开发人员的Windows 10X 10.0.19563模拟器镜像正式在应用商店上架。
2020年3月11日，模拟器更新至10.0.19578，新增全新文件资源管理器。
2021年1月，Windows10X一个内部版本泄露，版本号为20279，文件管理器已经被替代，包含新的安装、启动界面。
2021年5月19日，据国外媒体报道，微软宣布不会发布Windows 10X操作系统。相反，微软将在Windows系统及其他产品中整合Windows 10X的功能。

## 兼容性
Windows 10X 在 2019 年首次宣布的时候，微软承诺该系统能够运行标准的 Win32 应用程序，不同于 Windows RT 或者 Windows 10 S 模式。不过，即将发布适用于单屏的 Windows 10X 初版并不支持传统桌面应用，用户只能使用 UWP 和 PWA 应用。

## 已知问题
- 摄像头无法使用
- Windows Hello 虹膜扫描仪不可用
- Hyper-V 不可用
- SD卡启动不可用
- 电池寿命降低
- 使用GPS时无法调用任何其它传感器协助导航
- Miracast在许多无线设备上都无法使用，但在Xbox和Windows 10电脑上却能正常工作
- 在低于或等于20100的构建上，亚克力效果显示时会偶发图形故障。
- 偶尔可以观察到阴影特效上的图形故障
- 如果第二次插入设备，MTP可能无法启动，需要通过任务管理器停止NcsdService来解决这个问题
- 不支持双卡
- 不支持VoLTE